# Наташа Деретић
Наташа Деретић (Урошевац, 1956) доцент је Правног факултета Универзитета у Новом Саду

## Биографија
Основну школу завршила је у Косову Пољу, а Гимназију у Приштини. Говори енглески и руски језик, а служи се италијанским језиком.

## Образовање
Дипломирала је 1978. године на Правном факултету у Приштини. Одбранила је магистарски рад на тему „Superficies solo cedit од римског до савременог права“, 1989. године. Докторску дисертацију „Закључење брака од римског до савременог права“', одбранила је 1997. године на Правном факултету у Приштини - пред комисијом у саставу: проф. др Антун Маленица, проф. др Сима Аврамовић и проф. др Мирослав Милошевић. У звање асистента изабрана је 1980. године, а у звање доцента 1997. године.

## Радна места
Након дипломирања најпре ради као професор права у тамошњој Економској школи, а потом 1980. године бива примљена на место асистента за предмет Римско право на Правном факултету у Приштини. На приштинском Правном факултету предаје Римско право у звању доцента од 1997. до 2003. када напушта стални радни однос и исти заснива на Полицијкој академији 2003. године где је изабрана у звању доцента за предмет Национална историја државе и прва. Наставља и даље да предаје Римско право на приштинском Правном факултету у једно-трећинском односу, све до октобра 2008. године, када напушта и Полицијску академију и ангажовање на наведеном правном факултету, јер заснива стални радни однос на Правном факултету у Новом Саду где је изабрана за наставника на предмету Римско право у звању доцента.

## Научни рад
Област научног интересовања: историјскоправна. Предавала је у Економској школи у Приштини, на Правно факултету Универзитета у Приштини, на Полицијској академији у Београду и на Правном факултету у Новом Саду. Учествовала је на следећим пројектима:
Хармонизација права Републике Србије и права Европске уније - теоријскоправни, социолошкоправни, историјскоправни, позитивноправни и правноекономски аспекти
Теоријски и практични проблеми у стварању и примени права (ЕУ и Србија)
Правна традиција и нови правни изазови
Биомедицина, заштита животне средине и право.
Аутор је 40 чланака и књига. Поред радова из уже научне области – историјско правне, именована је објавила уџбеник "Национална историја државе и права – за студенте КПА", 2008. године. Аутор је монографије "Закључење брака у правној историји" (2011. год.) и коаутор уџбеника "Римско право" (2011. год.) са проф. др Антуном Маленицом.

## Изабрана библиографија

### Књиге
1. Деретић, Наташа (2011). Закључење брака у правној историји. Правни факултет, центар за издавачку делатност, Нови Сад. ISBN 978-86-7774-082-5.

### Научни радови
1. Деретић, Наташа (1996). „Градење на туго земјиште”. Зборник во чест на Иво Пухан, Скопље, Правен факултет: 37—44.
2. Deretić, Nataša (2013). „The Role of Army in the Security of the Roman State”. Tematski zbornik radova međunarodnog značaja. Tom 3, "Dani Arčibalda Rajsa"; Beograd, Kriminalističko-policijska akademija: 299—309.
3. Деретић, Наташа (2017). „Суптилна и неодољива примамљивост корупције у политичким круговима Рима”. Зборник радова Правног факултета у Новом Саду. 51 br. 3/2017, Том 1: 767—790. Архивирано из оригинала 30. 10. 2018. г. Приступљено 29. 10. 2018.
4. Деретић, Наташа (1994). „Закључење брака по Српском грађанском законику”. 1. Међународни научни скуп "Сто педесет година Српског грађанског законика", Ниш: Правни факултет, 22-23. септембар, 1994: 112—118.
5. Deretić, Nataša (2002). „Uticaj Vizantije na srpsko srednjevekovno bračno pravo”. 9. Colloquio internazionale dei Romanisti, Novi Sad, 24-26 Oktobar, 2002.
6. Деретић, Наташа (2011). „Случајеви калумније (сплеткарења, лажног оптуживања, шиканирања) и кажњавање истих у римском праву”. 1. Међународна научна конференција "Правни системи и друштвена криза", Косовска Митровица: Правни факултет, 22. јун, 2011: 161—172.
7. Деретић, Наташа (2012). „Неке карактеристике еволуирања римске patriae potestas (очинске власти) у савремено родитељско право”. 1. Научни скуп са међународним учешћем "Правне норме у времену и простору", Косовска Митровица: Правни факултет у Приштини: 331—349.
8. Деретић, Наташа (2013). „Нове идеје цара Константина у регулисању брачних и породичних односа”. 1. Међународна научна конференција "1700 година Миланског едикта", Ниш: Правни факултет Универзитета, 16. мај, 2013: 581—594.
9. Deretić, Nataša (2010). „The significante of Justinian’s codifications related to matrimonial law”. 64. Session de la Societe internationale "Fernand de Visscher" pour l’histoire des droits de l’antique , Barcelona: Universitat Autonoma de Barcelona, 28-2 Septembar, 2010: 28—28.
10. Deretić, Nataša (2014). „Reforma ustanove starateljstva u Republici Srbiji”. 1. Međunarodna naučno-stručna konferencija "Izgradnja modernog pravnog sistema", Sarajevo: International Burch University: 138—139.
11. Деретић, Наташа (2006). „Утицај Византије на српско средњевековно брачно право”. [[убиларни зборник радова [Правног факултета у Приштини са привременим седиштем у Косовској Митровици, поводом 45 година постојања Факултета], Косовска Митровица, Правни факултет]]: 180—195.
12. Сич, Магдолна; Дракић, Гордана; Кулаузов, Маша; Деретић, Наташа; Станковић, Урош (2017). „Поједини аспекти заштите животне средине и биополитике кроз историју и данас”. [[Правни аспекти биомедицине и заштите животне средине : зборник радова / [главни и одговорни уредник Слободан Орловић], Нови Сад, Правни факултет, Центар за издавачку делатност]]: 117—130.
13. Деретић, Наташа (2011). „Значај Јустинијановог кодификаторског рада у области брачних односа”. Зборник радова Правног факултета у Новом Саду. 45 br. 1/2011: 327—346. Архивирано из оригинала 30. 10. 2018. г. Приступљено 29. 10. 2018.
14. Деретић, Наташа (2011). „Упоредна анализа: "права човека" у римској држави и савремена "људска права"”. Зборник радова Правног факултета у Новом Саду. 45 br. 3/2011, Том 2: 469—496. Архивирано из оригинала 30. 10. 2018. г. Приступљено 29. 10. 2018.
15. Деретић, Наташа (2012). „Различити облици корупције у правној историји”. Зборник радова Правног факултета у Новом Саду. 46 br. 1/2012: 399—408. Архивирано из оригинала 30. 10. 2018. г. Приступљено 29. 10. 2018.
16. Деретић, Наташа (2012). „Појавни облици корупције у средњем веку”. Зборник радова Правног факултета у Новом Саду. 46 br. 4/2012: 277—290. Архивирано из оригинала 30. 10. 2018. г. Приступљено 29. 10. 2018.
17. Deretić, Nataša (2012). „Rimske popularne tužbe (actiones populares) u svetlu današnje institucije "ombudsmana" (zaštitnika građana)”. Pravni život. 10 br. 369-383.
18. Деретић, Наташа (2013). „Појавни облици корупције у средњовековној Србији”. Зборник радова Правног факултета у Новом Саду. 47 br. 4/2013: 203—215. Архивирано из оригинала 30. 10. 2018. г. Приступљено 29. 10. 2018.
19. Деретић, Наташа (2014). „Појавни облици корупције у устаничкој Србији (1804-1815)”. Зборник радова Правног факултета у Новом Саду. 48 br. 2/2014: 307—323. Архивирано из оригинала 30. 10. 2018. г. Приступљено 29. 10. 2018.
20. Деретић, Наташа (2015). „Појавни облици корупције у Србији у XIX веку”. Зборник радова Правног факултета у Новом Саду. 49 br. 4/2015: 1731—1750. Архивирано из оригинала 30. 10. 2018. г. Приступљено 29. 10. 2018.
21. Деретић, Наташа (2016). „Корени политичке корупције у старом веку”. Зборник радова Правног факултета у Новом Саду. 50 br. 4/2016: 1295—1313. Архивирано из оригинала 30. 10. 2018. г. Приступљено 29. 10. 2018.
22. Деретић, Наташа (1991). „Настанак начела "SUPERFICIES SOLO CEDIT" у римском праву и његова трансформација”. Зборник радова Правног факултета у Приштини: 140—152.
23. Деретић, Наташа (1995). „Грађење на туђем земљишту на подручју Космета”. Зборник радова Правног факултета у Приштини: 135—142.
24. Деретић, Наташа (1996). „Кратак осврт на римско ius liberorum (право преко деце) у контексту укупне популационе политике Римљана”. Зборник радова Правног факултета у Приштини. br. 181-188.
25. Деретић, Наташа (1998). „Исламско поимање брака”. Зборник радова Правног факултета у Приштини.
26. Деретић, Наташа (2001). „Хришћанско схватање брака”. Зборник радова Правног факултета у Приштини.
27. Деретић, Наташа (2009). „Кратак осврт на решавање демографских проблема у римској држави”. Зборник радова Правног факултета у Новом Саду. 43 br. 2/2009: 413—434.
28. Деретић, Наташа (2008). „Политичка условљеност бракова српских средњовековних владара”. Зборник радова Правног факултета у Новом Саду. 42 br. 3/2008: 247—263.
29. Деретић, Наташа (2009). „„Попуљационнаја политика римљан”. Сибирскиј јуридическиј вестник. br. 4/2009: 23—27.
30. Деретић, Наташа (2011). „Кратак осврт на CRIMEN REPETUNDAE - кривично дело примања мита, злоупотребе положаја, незаконите наплате... у римском праву”. Правна ријеч. 29 br.: 429—442.
31. Деретић, Наташа (2011). „Установа брака у контексту друштвено економских дешавања у XIX веку”. 8. Научни скуп са међународним учешћем "Синергија", Бијељина: Универзитет Синергија, 25. март, 2011: 183—191.
32. Крстић-Мистриџеловић, Ивана; Деретић, Наташа (2013). „Рад Владе Краљевине Србије на очувању српске народности у старој Србији и Македонији 1890-1891. године”. Београд: Филозофски факултет Унверзитета у Приштини, Канцеларија за Косово и Метохију Владе Републике Србије, 7-8. октобар, 2013.: 441—471.
33. Деретић, Наташа (2016). „Конститутивни елементи атинског брака : engрhyesis и synoikein у контексту савремених породичних односа”. [[1. Научни скуп са међународним учешћем "Људска права између идеала и изазова садашњости", Косовска Митровица: Правни факултет, Универзитет у Приштини са привременим седиштем у Косовској Митровици, 22. јун, 2016.]]: 329—344.
34. Деретић, Наташа (2015). „Право на једнакост деце без обзира на њихове различитости”. 1. Научни скуп "Биомедицина, заштита животне средине и право", Нови Сад: Правни факултет, 23. новембар, 2015.: 113—114.
35. Деретић, Наташа (2016). „Историјска компонента crimen repetundae: кривичног дела примања мита и злоупотребе службеног положаја”. 1. Научни скуп "Теоријски и практични проблеми стварања и примене права (ЕУ и Србија)" , Нови Сад: Правни факултет, 11. јануар, 2016.: 121—124.
36. Деретић, Наташа (2016). „Уздизање "права на недискриминацију људи" на ниво основних људских права”. 1. Научни скуп "Биомедицина и право", Нови Сад: Правни факултет, 19. мај, 2016.: 41—42.
37. Деретић, Наташа (2018). „Суптилна и неодољива примамљивост корупције у политичким круговима Рима”. 1. Научни скуп "Правна традиција и нови правни изазови", Нови Сад: Правни факултет, 12. фебруар, 2018.: 91—92.